# اد بیرز
اد بیرز (انگلیسی: Ed Beers؛ زادهٔ ۱۲ اکتبر ۱۹۵۹) بازیکن هاکی روی یخ اهل کانادا است.
از باشگاه‌هایی که در آن بازی کرده‌است می‌توان به کلگری فلیمس اشاره کرد.